# Smiltynė (Klaipėda)
Smiltynė (německy Sandkrug) je čtvrť města Klaipėda nacházející se na severním konci Kurské kosy na pobřeží Kurského zálivu Baltského moře v Litvě. Nachází se v Národním parku Kurská kosa (Kuršių Nerijos nacionalinis parkas).

## Další informace
Smiltynė je důležitým dopravním uzlem, protože zde slouží trajekt pro dopravu automobilů, cyklistů a pěších mezi Kurskou kosou a Klaipėdou. První písemná zmínka o Smiltynė pochází z roku 1429. Do počátku 20. století bylo místo jen malou rybářskou vesnicí s hospodou a pak se začalo pozvolna měnit v popularní turistický resort. Nachází se zde několik muzei, turistické informační centrum, starý hřbitov, přístavy, restaurace, hotely a písečné pláže. Severní část Smiltynė (konec Kurské kosy) se nazývá Kopgalis, kde se nachází také delfinarium (Muzeum moře s delfináriem) a dlouhé molo.

## Galerie

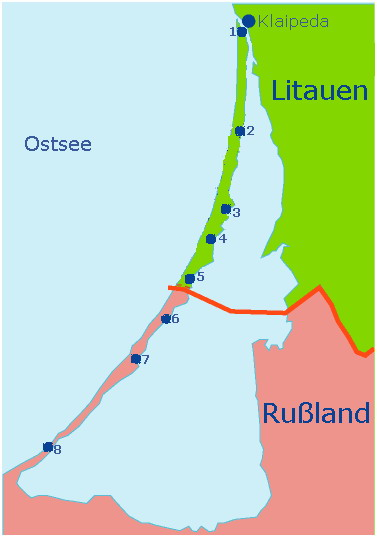
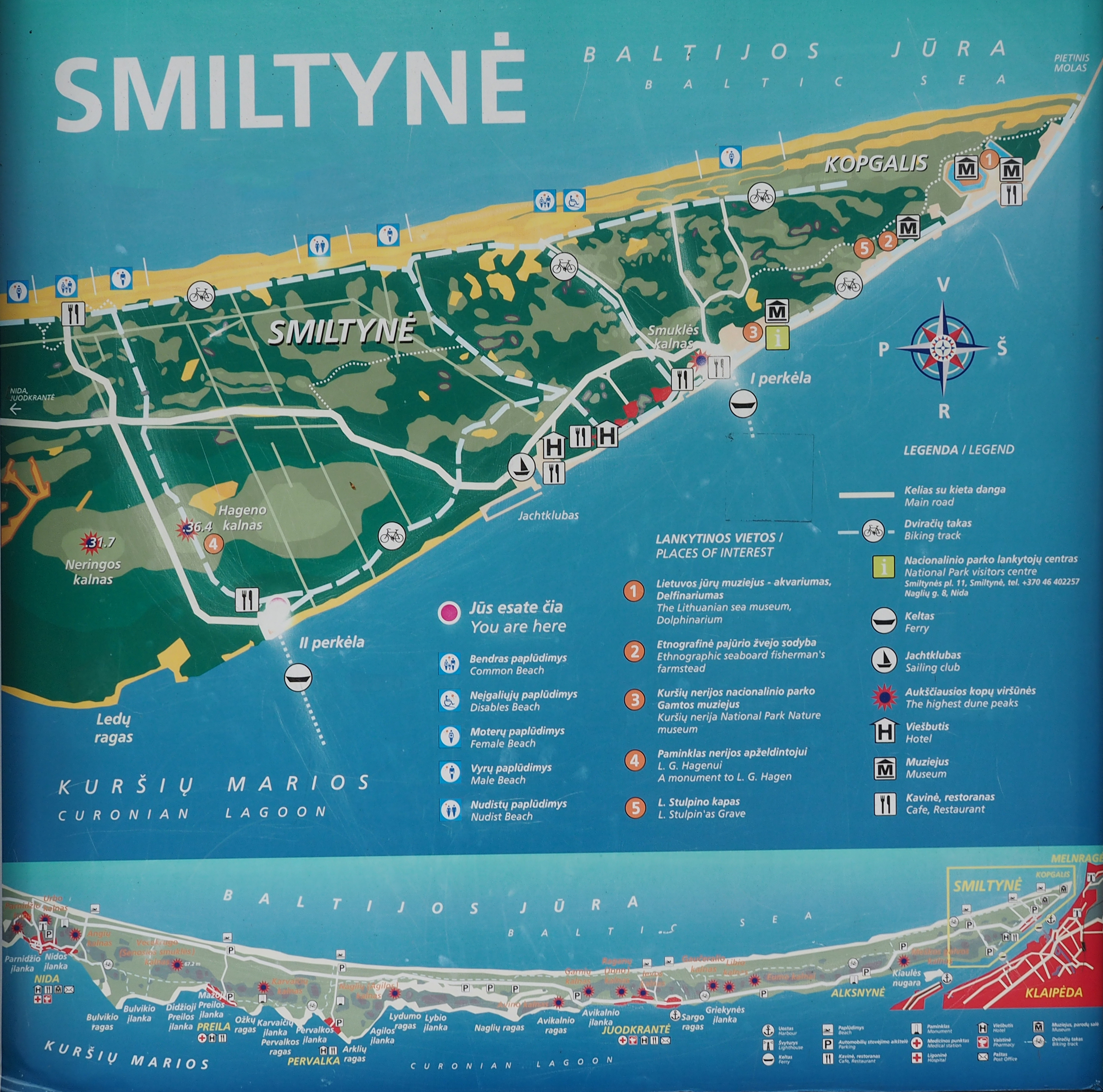
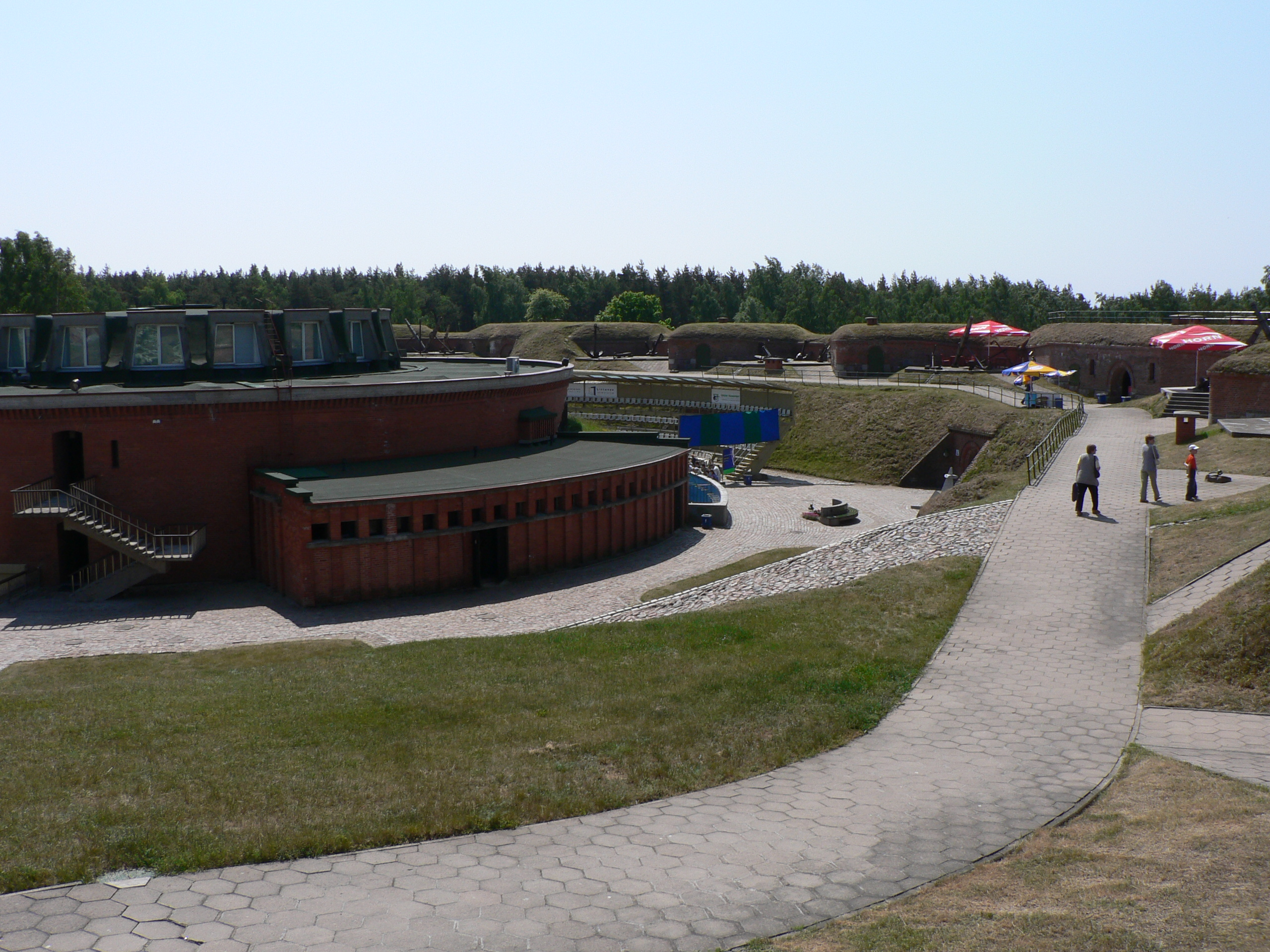
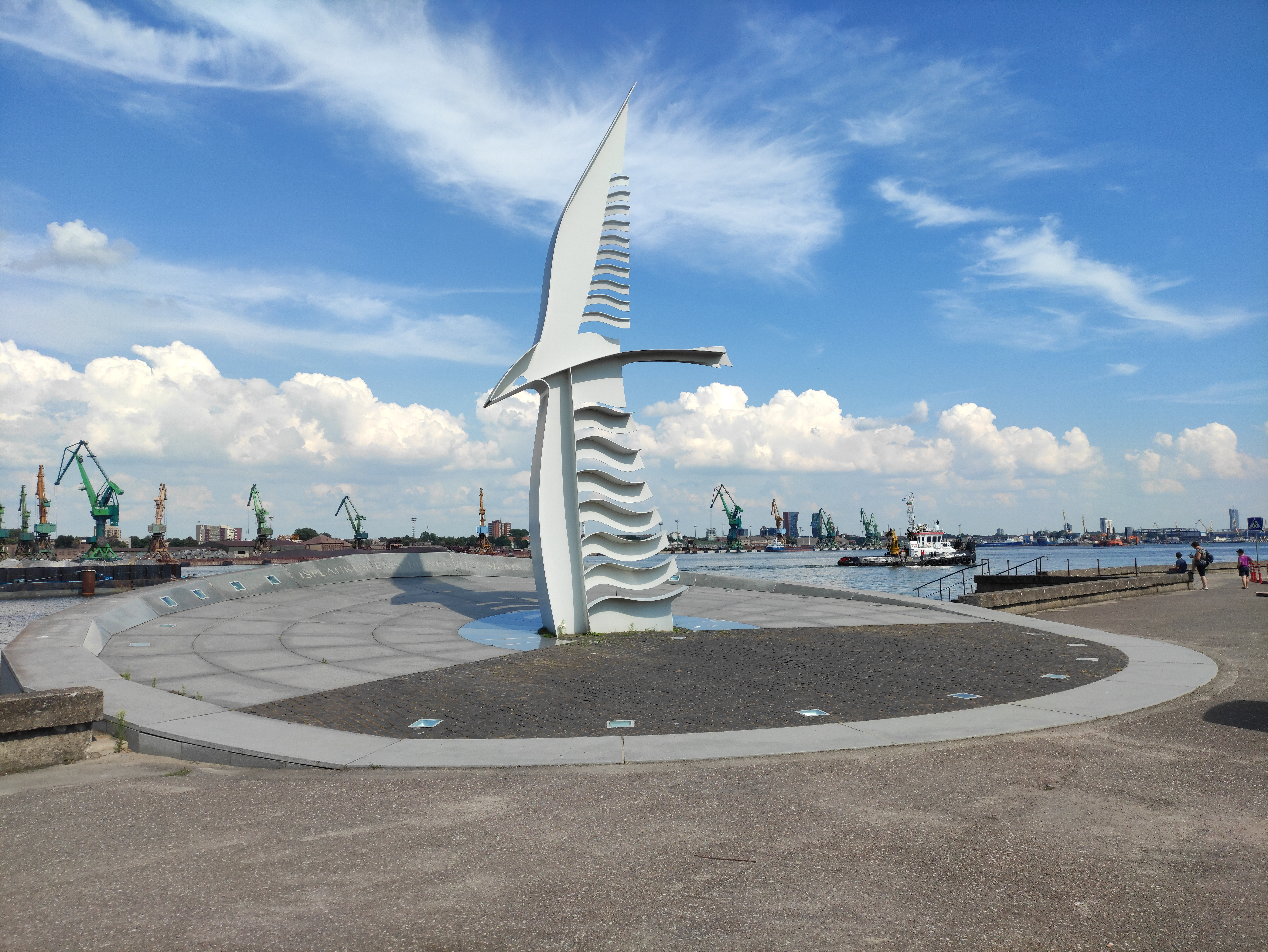
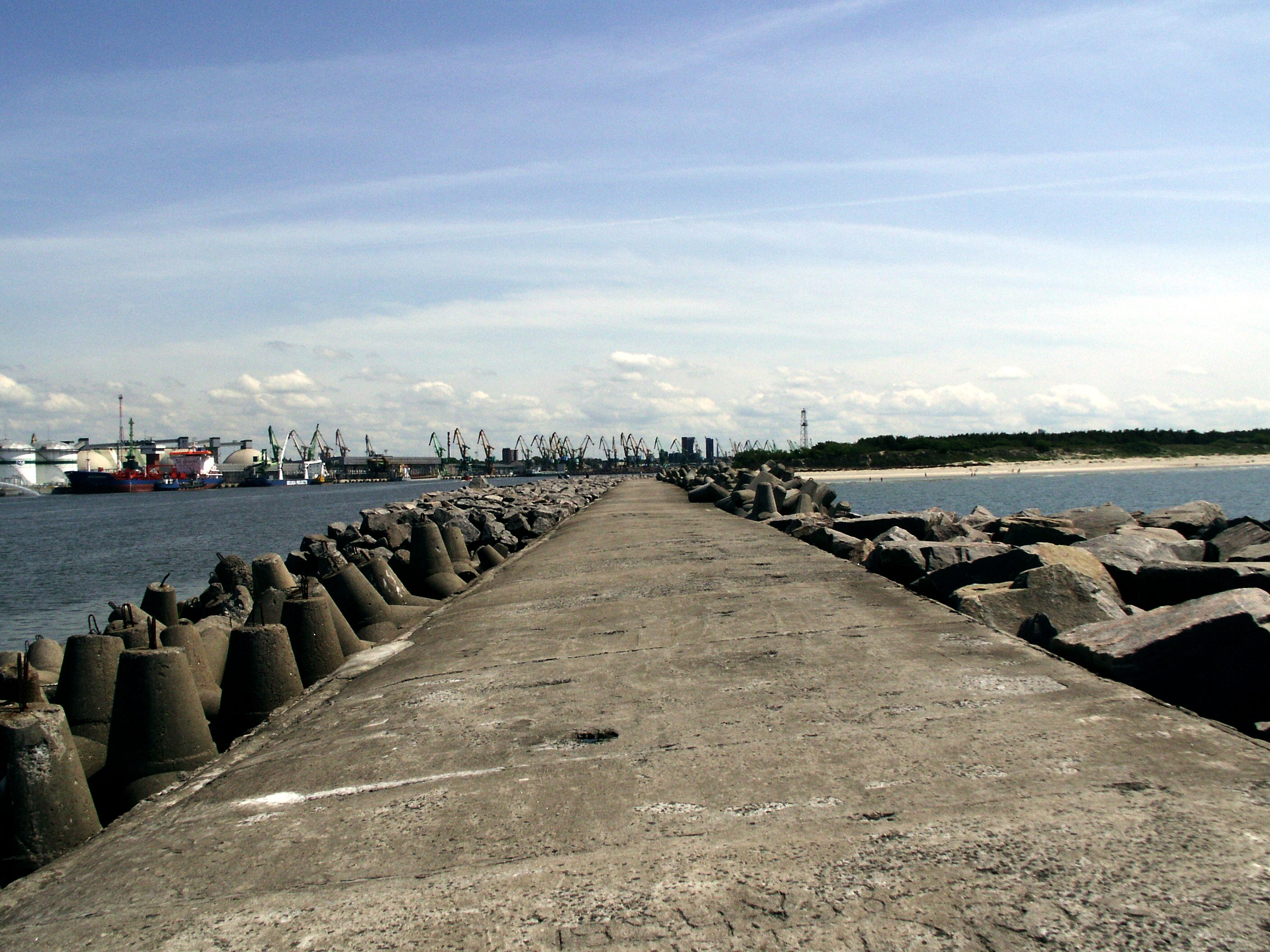
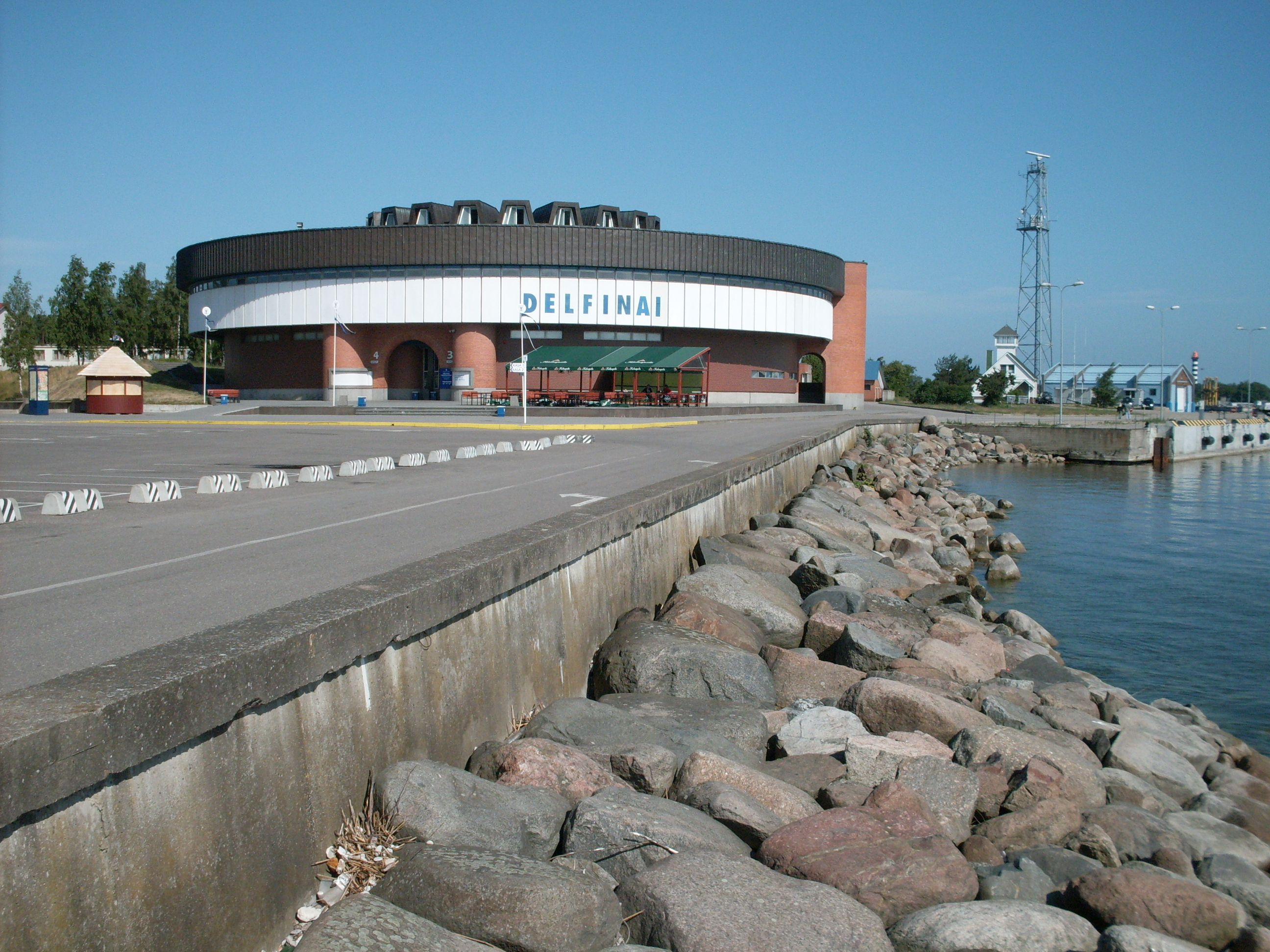
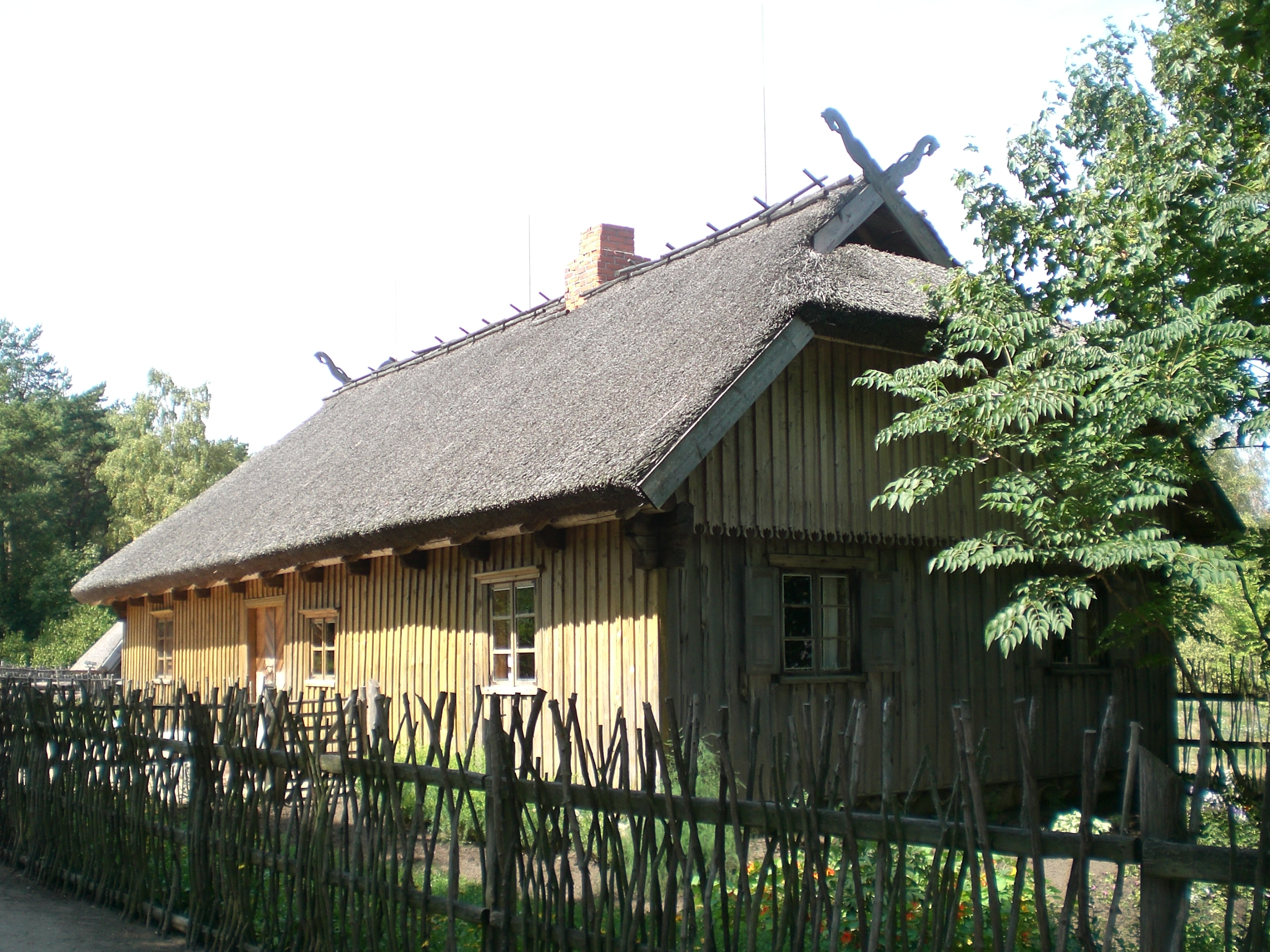